# 帕利塞茲火災
帕利塞兹山火是一场发生在南加州洛杉矶县圣莫尼卡山区的野火。大火对洛杉矶的太平洋帕利塞德地区以及附近的马里布地区造成了严重破坏。这是因极强的圣安娜风而引发的四起重大山火中最嚴重的山火。这场大火是洛杉矶历史上破坏力最强的火灾，超过了2008年烧毁604栋建筑的西尔玛塞尔山火。 

## 背景
大盆地上空的强大高压系统在南加州形成了陡峭的北向气压梯度。该系统引发了强劲的圣安娜风，这种风是当较冷、密集的内陆空气通过山口和峡谷向较温暖的沿海地区移动时形成的。 
与此同时，南部海岸经历了“八个月没有任何可测量的降雨”  ，大部分地区陷入中度干旱。  《洛杉矶时报》援引加州林业和消防局一名营长的话说，表示这种情况“极易引发大规模山火”。 
美國國家氣象局於1月6日星期一早上發出紅旗警告，有效期至週四晚上，範圍覆蓋多個地區，包括馬里布海岸、聖莫尼卡山休閒區以及聖蓋博谷、聖費爾南多谷和聖克拉麗塔谷。預計這場風暴將“危及生命”，聖安娜陣風預計將達到每小時 60-80 英里，最高陣風可達90 mph（140 km/h）在山區。政府敦促居民“對任何可能引發野火的事物保持高度警惕”，並要求森林附近的居民做好撤離準備。 
加州消防局按照红旗警告的惯例，在南加州各地预先部署了消防资产，以便在发生火灾时能够迅速做出反应。 
洛杉矶水电局确保受红旗警告影响地区的三个水箱在飓风来袭前都装满水，每个水箱可容纳约一百万加仑的水。 这一点至关重要，因为当供水系统突然面临高需求时（尤其是在高海拔地区），压力就会减小，就像消防的情况一样。尽管做出了这些努力，太平洋帕利塞德地区较高海拔地区 20% 的消防栓最终还是断水了。  

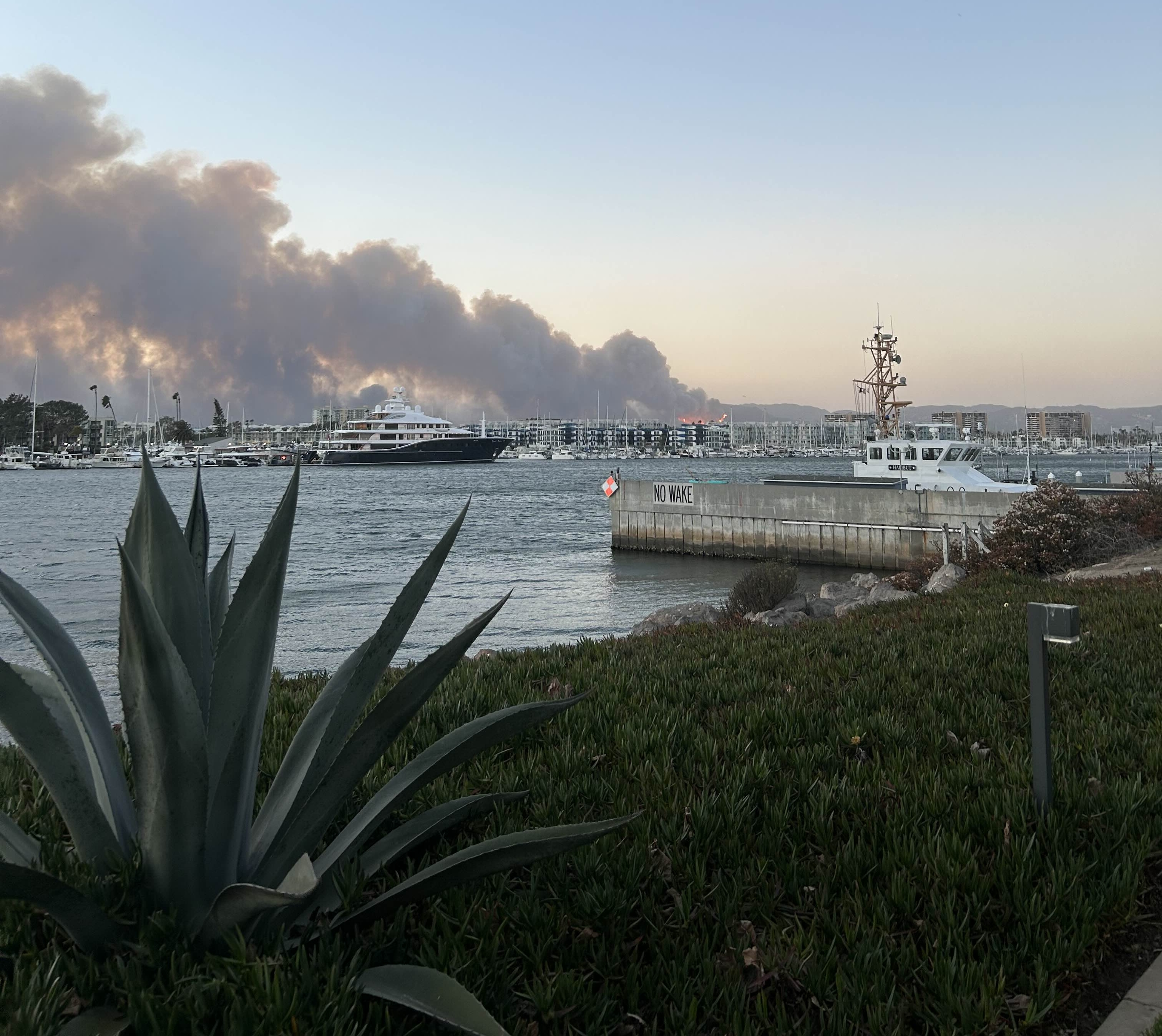
从玛丽安德尔湾看到的火灾烟雾